# ネオジオバトルコロシアム
『ネオジオバトルコロシアム』（NEO GEO BATTLE COLISEUM）は2005年7月27日にSNKプレイモアより発売されたアーケード用対戦型格闘ゲーム。略称は『NBC』『バトコロ』など。サミーの開発したATOMISWAVE基板をプラットフォームとしている。
2005年12月22日にはPlayStation 2版が発売、2010年6月9日にXbox 360のXbox LIVE アーケード版が配信された。

## 概要
SNK（旧社）、SNKプレイモア（現在のSNK、新社）が長年に渡って展開していたハード（プラットフォーム）、ネオジオ（アーケードはMVS、家庭用はAES）で発売されたゲームのオールスター・クロスオーバーというコンセプトの対戦格闘ゲーム。
本作はネオジオが前年2004年に最終作を発売し終焉を迎えた約1年後の翌年2005年に発売、稼働開始した。前述で記したネオジオのオールスター・クロスオーバーというコンセプトが示すように、これまでに発売されたネオジオ作品に登場したキャラクターたちによる夢のタッグバトルが実現している。『餓狼伝説』『龍虎の拳』『ザ・キング・オブ・ファイターズ』（以下『KOF』と表記）『サムライスピリッツ』『月華の剣士』『風雲黙示録』『キング・オブ・ザ・モンスターズ2』『メタルスラッグ』『アテナ』といったSNK（旧社）時代からの様々なタイトルおよびそのシリーズに登場したキャラクターに加え、当時既にSNKプレイモアが版権を引き継いでいたADKの『ワールドヒーローズ』『痛快GANGAN行進曲』のキャラクター、さらにネオジオの後継ハード、ハイパーネオジオ64で発売されたゲームである3D版サムライスピリッツシリーズ2作（『SAMURAI SPIRITS 〜侍魂〜』と『SAMURAI SPIRITS 2 〜アスラ斬魔伝〜』）と『武力 〜BURIKI ONE〜』のキャラクター、そして本作オリジナルのキャラクターも登場する。ハードはセガサミー社製基板「ATOMISWAVE」。
キャラクターイラストはおぐらえいすけ（公式Q&Aでは「おぐら」と紹介）、勝利画面などでのイラストはしおが担当。

## システム
1レバー+5ボタンで操作（A：弱パンチ、B：弱キック、C：強パンチ、D：強キック、E：キャラクターチェンジ。『サムライスピリッツ』シリーズのキャラクターのみ、通常技の仕様が「Aボタン：弱斬り、Bボタン：中斬り、Cボタン：強斬り、Dボタン：蹴り」となっている）。
操作感覚やシステムは『SNK VS. CAPCOM SVC CHAOS』（以下『SVC CHAOS』と表記）を踏襲しており、「ガードキャンセルフロントステップ」や動作が遅めのジャンプなども継承されている。新要素として、高速接近手段がフロントダッシュに加えて『KOF』のランが使用でき、パワーゲージを消費して全身無敵で前方移動するタクティカルステップが採用されるなどの改良も加えられている。パワーゲージは『SVC CHAOS』と同じく3ゲージまでストックできるが、使用する超必殺技によって使用するストック量が違い、パワーMAX状態も存在しない。「EXCEED」は削除されている。
本作ではキャラクターを2人選択する、同社の『風雲スーパータッグバトル』のような2人タッグでの対戦である。体力ゲージも同じく、通常の体力ゲージに重なって赤い回復可能ゲージが存在するもの。CPU戦では片方を倒した場合、対戦ではどちらも倒した場合に勝ちとなる。交代はEボタンで行い、パワーゲージを消費することでガードをキャンセルして交代できる。
一定時間交代をしない場合、パワーゲージが自動で溜まり続ける「オートチャージ」という状態になり、「ダブルアサルト」が使用可能になる。パートナーと2人でタッグ攻撃するというもので、攻撃する敵キャラクターの赤ゲージを削る事ができ、さらに攻撃力がアップする「ハイパーチャージ」という状態になる。また、一部のキャラクターの組み合わせにより、「アナザーダブルアサルト」という個別のタッグ攻撃も行える。

## 登場キャラクター
舞台は「ネオジオワールド」という、各ネオジオ作品の世界観が融合したような世界。このため、原作のゲームと設定が違っているキャラクターがいくらか存在する。サイバーウー、NEO-DIOなどがそうで、ミズチはオロチを基にした全く別個の存在として描かれている。

### オリジナル
ユウキ［Yuki］
声 - 緑川光
主人公。連邦政府のエージェント。ネオジオの機能やゲーム（主にアクション）をモチーフに、またはそこから引用した技を使い、腕のツールにネオジオのメモリーカードを通すことで必殺技を強化する。その他、一部ネオジオ発売以前のSNK（旧社）から発売されたゲームをモチーフにした技も使う。プロフィールに記されている格闘スタイルである「新日本機格（新日本機械格闘術）」は、SNK（旧社）の設立時の社名、新日本企画に由来。広島県出身で、時々広島弁が出る（本人は訛りを隠したがっている）。アナザーダブルアサルト「チェンジ・アトミックガイ・ネオス」を成功させると、アイと二人で「アトミックガイ・ネオス」に変身する。アトミックガイ・ネオス時の攻撃は全てガード不能。セリフの1つである「I'm not boy.」は、ネオジオポケットのキャッチコピーだった言葉。
アイ［Ai］
声 - 鉄炮塚葉子
本作のヒロイン。連邦政府のエージェント。帽子をかぶっていて、首から特注のネオジオポケットを下げている少女。ネオジオのパズルやスポーツゲームをモチーフにした技を使う。
グッドマン［Goodman］
声 - 中田譲治
※ボスキャラクター（PS2版のみ使用可能）
『バトルコロシアム』を開催した複合企業体「WAREZ」の幹部、そして真のラストボス。炎の鞭を振るい、生体兵器「キターカ」を操る（設定資料にはこれ以外にも5種の生体兵器がある）。タッグチームを組まず、常に単体で戦う。アーケード版ではCPU専用キャラクターなのでプレイヤーは使用することができないが、家庭用では隠しキャラクターとして使用することができる。ただし、しゃがむことができず、ジャンプもできない。

### 餓狼伝説シリーズ
テリー・ボガード［Terry Bogard］
声 - 橋本さとし
『餓狼 MARK OF THE WOLVES』に準じた姿と設定で登場。
不知火舞［Mai Shiranui］
声 - 曽木亜古弥
本作のエンディングでは自身の優勝をアンディに報告しようとするがテリーとジョーと組んでKOF大会に出場するために外出していると知らされ、アンディを見返すためにマリーとキングとチームを組んでKOF大会に出場しようとする。
キム［Kim］
声 - 橋本さとし
本作のストーリーとエンディングには『KOF』と同様にチャン・コーハンとチョイ・ボンゲが絡む。
タン・フー・ルー［Tung Fu Rue］
声 - 中井重文
『リアルバウト餓狼伝説』シリーズに準じた姿で登場するが、上着の色が『リアルバウト餓狼伝説SPECIAL DOMINATED MIND』と同じ青になっている（『リアルバウト餓狼伝説SPECIAL』ではオレンジ、『リアルバウト餓狼伝説2』では緑）。
ギース・ハワード［Geese Howard］
声 - コング桑田
勝利メッセージ画面とタンを倒した際の勝利ポーズでは秘書のリッパーとホッパーが登場する。
秦崇秀［Jin Chonshu］
声 - 山口勝平
秦崇雷［Jin Chonrei］
声 - 山口勝平
ロック・ハワード［Rock Howard］
声 - 竹本英史
双葉ほたる［Hotaru Futaba］
声 - 堀江ゆき
特殊構え「燕雲十六手の構え」と「裏燕の構え」が追加。構え中に出せる専用の技を駆使することで、強力な攻めを展開できるようになっている。

### 龍虎の拳シリーズ
ロバート・ガルシア［Robert Garcia］
声 - Kay稲毛
形式的には『武力 〜BURIKI ONE〜』からの出場となっている二代目Mr.カラテ（リョウ）と合わせ、原作や『KOF』での若々しい姿ではなく、年を重ねて円熟した姿で登場する。衣装は『外伝』時のそれをアレンジしたもの。そのため、原典とはほぼ別キャラクターとなっている。
リー・パイロン［Lee Pailong］
声 - や乃えいじ
初代『龍虎の拳』の衣装で登場。「奇跡の新薬」を開発した後なので、『龍虎の拳2』のエンディングの後ということとなる。
Mr.ビッグ［Mr. Big］
声 - 柚木伸介
『KOF』シリーズの衣装で登場。今作では牽制力、手軽な返し技など、かなり強い仕様に仕上がっている。エンディングではギースとクラウザーを利用してKOF大会での優勝を目論む。

### 武力 〜BURIKI ONE〜
二代目Mr.カラテ［Mr. Karate］
声 - 臼井雅基
『龍虎の拳』の「リョウ・サカザキ」と同一人物。原作では「Mr.カラテ」ではなく、「坂崎リョウ」として登場していた。出典が『武力 〜BURIKI ONE〜』ということになってはいるが、性能は『KOF』のリョウに同じく『KOF』のタクマ・サカザキの要素を足してアレンジしたもの。超必殺技「武力乱舞」で『武力』のシステムである“レバーで攻撃（『武力』の「龍虎乱舞」とコマンドも一緒）”を再現している。

### ザ・キング・オブ・ファイターズシリーズ
草薙京［Kyo Kusanagi］
声 - 野中政宏
衣装は『'99』〜『2002』（ネスツ編）のもの。
八神庵［Iori Yagami］
声 - 安井邦彦
『SVC CHAOS』のEXCEEDであった「血の暴走」が、前方にジャンプして相手を投げる超必殺技になっており、技の演出が若干変更されている。
K'［K'］
声 - 松田佑貴
本作のエンディングではマキシマとクーラらしき人物が登場する。
シェルミー［Shermie］
声 - 西川葉月
ストーリー内にラッキー・グローバーらしき人物を倒して招待状を戴くシーンがある。コスチュームは『'97』『'98』『2002』と同じデザインだが、カラーリングが従来のピンクから白に変わっている。
ミズチ［Mizuchi］
声 - 丸尾恒人
※隠し・ボスキャラクター
WAREZがオロチの遺伝子（と呼べるのかは疑わしいらしい）から作り出したクローン。性能面ではオロチをベースにしつつ、8段ヒットする飛び道具などと言った多少アレンジされた技を使用する。

### サムライスピリッツシリーズ
覇王丸と幻十郎は『天草降臨』のシステムを再現した超必殺技「怒り爆発」を持つ。また、このカテゴリのキャラクターのみ、基本操作が原典に準拠したものになっている。
覇王丸［Haohmaru］
声 - 臼井雅基
衣装は『斬紅郎無双剣』以降のもの。
ナコルル［Nakoruru］
声 - 生駒治美
衣装は『天草降臨』でのもの。
牙神幻十郎［Genjyuro Kibagami］
声 - コング桑田
ドット絵は『SVC CHAOS』と同じ。エンディングでは高嶺響の父親の噂を聞く。
色［Shiki］
声 - 南かおり
幻十郎同様ドット絵は『SVC CHAOS』と同じ。エンディングは『SVC CHAOS』と似た展開になる。
アスラ［Asura］
声 - 一条和矢
本作では「修羅」バージョンのみ登場する（色も同様）。携帯機を除けば、2Dグラフィック化したのは本作が初となる。

### 月華の剣士シリーズ
このシリーズから登場のキャラクターは全員、原作のシステムである「弾き」を再現した必殺技を持つ。
楓［Kaede］
声 - 水津浩志
『第二幕』同様に最初から覚醒状態となっている。
御名方守矢［Moriya Minakata］
声 - 橋本潤
一条あかり［Akari Ichijo］
声 - 麻績村まゆ子
着物のラインの色が紫から紅になっている。弾き成功時の追加技で神崎十三が登場して攻撃するものがある。また、超必殺技「劾鬼・百鬼夜行」で登場する妖怪の集団の中には他のSNK作品のキャラクターが紛れている（花諷院和狆、アースクェイク、初代Mr.カラテ、妖怪腐れ外道、厳陀羅、顔に陰が落ちているが藤堂竜白らしき人物、望月双角の使役する雷神）。
鷲塚慶一郎［Keiichiro Washizuka］
声 - 小西克幸

### 風雲黙示録シリーズ
獅子王［Shishioh / King Lion］
声 - 水津浩志
※隠しキャラクター
真・獅子王の元・影武者。『KOF2000』でアナザーストライカーとして登場した時と同様、グローブがオープンフィンガーになっている（真・獅子王も同様）。また、一部の必殺技にアレンジがなされている。
真・獅子王［Shin Shishioh / Real King Lion］
声 - 水津浩志
※ボスキャラクター（CPU専用）
獅子王のCPU性能版という立ち位置であるため、家庭用でも彼だけは隠しキャラクターとして使えない。専用技として、必殺技「ハンターキラー」と超必殺技「キングアッパー」（パワーゲージを1本消費）を使用してくる。

### ワールドヒーローズシリーズ
ハンゾウ［Hanzo］
声 - 田中哲哉
原作と異なり、必殺技「忍者レッグラリアート」の強攻撃が、草薙京の「百壱式・朧車」に似たものに変更されている。
フウマ［Fuma］
声 - モンスター前塚
本作の必殺技には『痛快GANGAN行進曲』で使われていた技も含まれている。
マッドマン［Mudman］
声 - モンスター前塚
本作のストーリーでは「WAREZ」に土地を追われた村民の呼びかけで召喚された設定になっている。
NEO-DIO［Neo-Dio］
声 - 成金屋清富
※隠し・ボスキャラクター
原作『ワールドヒーローズ パーフェクト』に登場した本人ではなく、DIO（NEO-DIOの前身）を生み出すも、そのDIOによって壊滅した組織「ダムド」のデータを元に「WAREZ」に新たに作られた、という設定になっている。CPU操作時のみ専用技として、必殺技「憎き肉片」（腕を振り上げた瞬間4つ同時に放つ飛び道具）と「這い寄る敗北」（地面に分身を召喚して相手の足元にしがみつかせ、一定時間行動不能にする技）を使用してくる他、超必殺技「アルティメットビースト」がガード不能技になっている（プレイヤー使用時はガード可能）。

### 痛快GANGAN行進曲
キサラ・ウェストフィールド［Kisarah Westfield］
声 - 南かおり
超必殺技「ジェラシーボンバー」は、原作の主人公・草薙条が登場する。
デザインが原作から一新された。

### キング・オブ・ザ・モンスターズ2
サイバー・ウー［Cyber Woo］
原作ゲームから設定が変更され、東大阪の町工場・巻島重工で地域活性化のため作られたロボットとなった。「CYBER-W00（ダブリュー・ゼロ・ゼロ）」という型式番号も設定されている。
巻島ゆず
声 - 南かおり
※サイバー・ウーの操縦者
巻島重工の責任者・巻島はっさくの次女。今作におけるサイバー・ウーの名付け親でもある。設定資料によれば巻島家は4男5女の大家族であり、全員柑橘類にちなんだ名前が付いている。

### メタルスラッグシリーズ
マルコ・ロッシ［Marco Rossi］
声 - 西川たけのすけ
衣装は原作ゲームと若干変わっている。勝利ポーズではターマやエリやフィオが登場する。
マーズピープル［Mars People］
※隠しキャラクター
PF隊との決戦の後、地球に置き去りにされ帰れなくなり、吹田のラーメン屋で働いていた（店長からは「マーピー」と呼ばれている）。

### アテナ
アテナ［Athena］
声 - 伊藤望恵
※隠しキャラクター
ネオジオ以前の1986年にSNKより発売された業務用アクションゲーム『アテナ』の主人公。設定やキャラクターデザイン、必殺技の一部は『SNK VS. CAPCOM SVC CHAOS』から引き継いでいる。また、ほかのキャラクターのバックストーリーは原作の番外編的なものであるのに対し、アテナだけは『SVC CHAOS』から続く後日談的な話になっており、『SVC CHAOS』で競演したキャラクターに勝利台詞で文句を言ったりする。
『SVC CHAOS』とは全く異なる性能で、必殺技も一新されている。超必殺技の中には、『SVC CHAOS』で必殺技だったものも存在する。タイムアウト負けでは原作ゲーム中のドット絵と似た姿になる。

## 背景キャラクター
- 山田十平衛
- 如月影二
- 黒子
- アルフレッド
- フリーマン
- グラント
- カイン・R・ハインライン
- ロサ
- ユウG
- キャシー
- ボブ・ウィルソン
- キャロル・スタンザック
- マーキー
- ホンフゥ
- チン・シンザン
- ジョン・クローリー
- レオナ・ハイデルン
- ラルフ・ジョーンズ
- クラーク・スティル
- ヘビィ・D!
- ラッキー・グローバー
- ブライアン・バトラー

## ステージ
- 基地 ステージ
- 基地 ステージ（夜）
- NEOGEO メカステージ
- NEOGEO メカステージ（開館前）
- プラネタリウム ステージ
- プラネタリウム ステージ（閉館）
- 竜の祠 ステージ
- 竜の祠 ステージ（夜）
- 洞窟 ステージ
- 洞窟 ステージ（温度上昇）
- 日本 ステージ
- 日本 ステージ（夜）
- クルクルタウン ステージ
- クルクルタウン ステージ（夜）
- キングオブモンスターズ ステージ
- キングオブモンスターズ ステージ（夜）
- オロチ ステージ (Boss)
- 真・獅子王 ステージ (Boss)
- NEO-DIO ステージ (Boss)
- グッドマン ステージ (Boss) [3]